# 丹江街道
丹江街道，是中华人民共和国吉林省延边朝鲜族自治州敦化市下辖的一个乡镇级行政单位。

## 行政区划
丹江街道下辖以下地区：
江滨社区、江东社区、林建社区、林泉社区和林峰社区。